# Jaderná elektrárna Gamoda
Jaderná elektrárna Gamoda (japonsky 蒲生田原子力発電所, Gamoda genširjoku hacudenšo) byla plánovaná jaderná elektrárna v Japonsku. Měla se nacházet poblíž města Anan v prefektuře Tokušima. Elektrárnu měla vlastnit a provozovat společnost Shikoku Electric Power Company. Projekt byl zrušen v červnu 1979.

## Historie a technické informace

### Počátky
V roce 1968 prezident Shikoku Electric Power Company poprvé oznámil, že jde o jednu z předních slibných lokalit, kde by mohla být v budoucnu vybudována jaderná elektrárna. Již tehdy ale existovala silná opozice, která se vůči projektu postavila. Společnost se tedy rozhodla místo toho vybudovat jadernou elektrárnu Fukušima Dajiči. Projekt byl prozatím zastaven.
Dne 9. června 1976 se však místo znovu objevilo v plánech a bylo s ním do budoucna počítáno jako s lokalitou pro jadernou elektrárnu.

### Zrušení projektu
V červnu 1979 však začala sílit opozice, která nesouhlasila s tím, aby se v blízkosti jejich bydliště vybudovala jaderná elektrárna. Bylo to způsobeno především havárií jaderné elektrárny Three Mile Island. V důsledku toho starosta města Anan stáhl záměr na vybudování elektrárny. Zastánci elektrárny argumentovali tím, že výstavba a následný provoz zastaví vylidňování, zlepší se infrastruktura a zvýši zisky, ale nepomohlo to.
V roce 2013 byl natočen dokumentární film o opozičním hnutí proti jaderné elektrárně.
Detailní informace o jaderné elektrárně nejsou známy.

## Informace o reaktorech
| Reaktor  | Typ reaktoru | Výkon | Výkon | Zahájení výstavby                        | Připojení k síti                         | Uvedení do provozu                       | Uzavření |
| Reaktor  | Typ reaktoru | Čistý | Hrubý | Zahájení výstavby                        | Připojení k síti                         | Uvedení do provozu                       | Uzavření |
| -------- | ------------ | ----- | ----- | ---------------------------------------- | ---------------------------------------- | ---------------------------------------- | -------- |
| Gamoda-1 |              |       |       | plánovaná výstavba zrušena v červnu 1979 | plánovaná výstavba zrušena v červnu 1979 | plánovaná výstavba zrušena v červnu 1979 |          |